# Technische Textilie

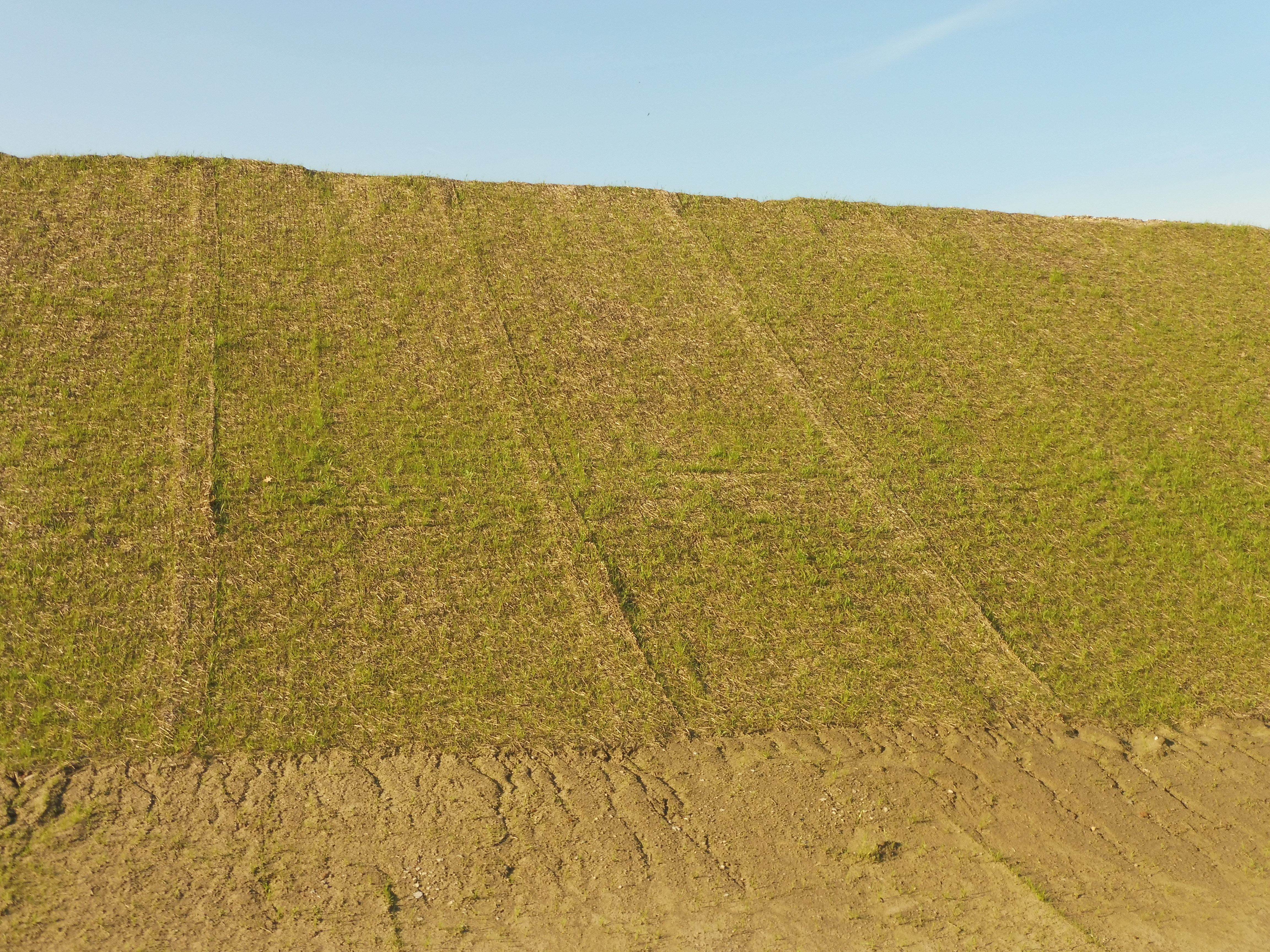
Erosionsschutzmatten auf neuem Brückendamm

Technische Textilien ist ein Sammelbegriff für textile Materialien (linienförmige textile Gebilde wie z. B. Reifencord und textile Flächengebilde wie z. B. Gewebe, Gestricke, Gewirke, Vliesstoffe, Filze) und daraus gefertigter textiler Fertigerzeugnisse (wie z. B. Schutzanzüge oder Zelte), die vorrangig hinsichtlich ihrer technischen und funktionellen Eigenschaften und nicht wegen ihres ästhetischen und dekorativen Charakters verwendet werden. Diese Definition dient damit zur Abgrenzung zu den traditionellen Textilien, die von Konsumenten als Bekleidung und Heimtextilien genutzt werden.

## Begriff
Über viele Jahre hinweg (in den USA z. T. noch heute) existierte auch der Sammelbegriff „Industrielle Textilien“ insbesondere für solche Erzeugnisse, die als Komponente eines anderen Produkts dienen und dort zur Verbesserung der Festigkeit und anderer Eigenschaften beitragen (wie z. B. Cord in Reifen), die als Prozesshilfsmittel bei der Herstellung anderer Produkte genutzt werden (wie z. B. textile Filtermedien oder Papiermaschinenbespannungen) oder die direkt zur Erfüllung wichtiger Funktionen dienen können (wie z. B: als Stadionüberdachungen). Mit der zunehmenden Anzahl von Textilien für Medikal-, Hygiene-, Sport-, Transport-, Bau- und Agraranwendungen ging entsprechend der Anteil derer mit industrielle Nutzung am Gesamtanwendungsbereich zurück. Die industriellen Textilien entwickelten sich somit zu einer Untergruppe der technischen Textilien. Bis heute existiert aber keine universell akzeptierte Definition und Unterteilung für technische Textilien. Letztlich haben sich aber der Begriff „technische Textilien“ und die angeführte Definition weitgehend durchgesetzt; denn diese ermöglicht am ehesten die Einordnung neuer Produkte eines der sich am dynamischsten entwickelnden Teilgebiete der Textilindustrie. Trotzdem tauchen auch immer wieder neue Oberbegriffe auf, die für diese Art von Erzeugnissen oder nur einen Teil diese Erzeugnisse angewendet werden, wie z. B. Funktionstextilien, Hochleistungstextilien.
In der staatlich organisierten Wirtschaft der DDR trug zur frühzeitigen Etablierung des Sammelbegriffes „Technische Textilien“ wesentlich die Gründung der Vereinigung Volkseigener Betriebe (VVB) Technische Textilien (später Kombinat Technische Textilien) im Jahr 1965 bei, in dem erstmals international ein konzentriertes Produktionspotential für technische Textilien produzierende Unternehmen geschaffen wurde. Die Forschung und Entwicklung wurde 1967 im WTZ (Wissenschaftlich-Technischen Zentrum) konzentriert. Bereits seit 1958 erscheint die Zeitschrift Technische Textilien. Sie wurde in Dresden von Ulrich Liebscher (Herausgeber) als Mitteilungsblatt der damaligen Zentralen Forschungs- und Entwicklungsstelle der Bastfaserindustrie gegründet.

## Fasern für technische Textilprodukte
Für technische Textilien müssen die Fasern spezielle Anforderungen in den physikalischen oder chemischen Eigenschaften erfüllen (z. B. erhöhte Festigkeit, erhöhten E-Modul, schwer entflammbar, chemikalienbeständig, verrottungsbeständig u. a. m.), weshalb sie meist aus Spezialtypen von konventionellen Chemiefasern oder Fasern aus Spezialpolymeren hergestellt werden.
Die letzteren werden unter der Gruppe der Hochleistungsfasern (engl. High Performance Fibres/High-Tech Fibres; sowohl Spinnfasern als auch Filamente) zusammengefasst und gewöhnlich nach dem Kriterium der chemischen Struktur in Polyaromatische Faserstoffe (z. B. PPTA, PEEK, PPS), Polyheterocyclische Faserstoffe (z. B. PEI, PBI und PI), Homoaliphatische Faserstoffe (z. B. HPPE, PTFE, hochfestes PAN) eingeteilt. Zu den Hochleistungsfasern zählen auch Kohlenstoff-, mineralische (Glas) bzw. keramische und metallische Faserstoffe auf anorganischer Basis. Aus praktischer Sicht der Hersteller und Entwickler von technischen Textilien erfolgt aber üblicherweise eine Einteilung in Hochfest- bzw. Hochmodulfasern und Hochtemperatur- bzw. flammbeständige Fasern mit begrenzter Festigkeit. Dabei werden auch chemische, hydrolytische und elektrische Eigenschaften berücksichtigt.
Zu den Hochfest- bzw. Hochmodulfasern werden gerechnet:
- hochfeste Synthesfasern mit niedriger Temperaturbeständigkeit wie hochfeste Polyethylenfasern (z. B. Dyneema) und hochfeste Polyvinylalkoholfasern (PVA):
- hochfeste Synthesefasern mit erhöhter Temperaturbeständigkeit wie p-Aramidfasern (PPTA), schmelzspinnbare Polyaromatfasern (LPC), Polybenzoxazolfasern (PBO) und Homopolyacrylnitrilfasern (Rein-PAN);
- Hochfest-Filamentgarne herkömmlicher Chemiefasern mit begrenzter thermischer Belastbarkeit wie Hochfest-Viskosefilamentgarne (CV), Hochfest-Polyesterfilamentgarne (PET und PEN), Hochfest-Polyamidfilamentgarne(PA)
- hochfeste anorganische Faserstoffe mit hoher thermischer Beständigkeit wie Kohlenstoff- bzw. Graphitfasern, Glasfasern, Basaltfasern, Keramfasern und Metallfasern.

Zu den Hochtemperatur (HT)- bzw. flammbeständigen Fasern mit begrenzter Festigkeit werden gezählt:
- unschmelzbare HT- bzw. flammbeständige Fasern mit begrenzter Festigkeit wie m-Aramidfasern, aromatische Polyimidfasern (PI), aromatische Polyamidimidfasern, Polybenzimidazolfasern (PBI), Melamin/Formaldehydharz-Fasern, Phenol/Formaldehydharz-Fasern, preoxidierte PAN-Fasern (Prerox-Fasern) und Cellulose/Kieselsäure-Hybridfasern:
- Schmelzbare hochtemperatur- bzw. flammbestänige Fasern mit begrenzter Festigkeit wie Polyetheretherketon-Fasern (PEEK), Polyetherimid-Fasern (PEI), Polyphenylensulfid-Fasern (PPS) sowie Polytetrafluorehylen-Fasern (PTFE).

Weitere wichtige Entwicklungen im Bereich der Fasern für technische Textilien sind z. B.:
- Nanofasern für Medizinanwendungen (z. B. Tissue Engineering), technische Anwendungen in der Filtration, Photovoltaikzellen, Membranbrennstoffzellen sowie Sportbekleidung, Schuhen oder Windeln.[14]
- auxetische Fasern besonders im Schutzbekleidungsbereich
- Piezoelektrische Fasern
- Photovoltaik-Fasern
- Formgedächtnisfasern.

## Anwendungsgebiete

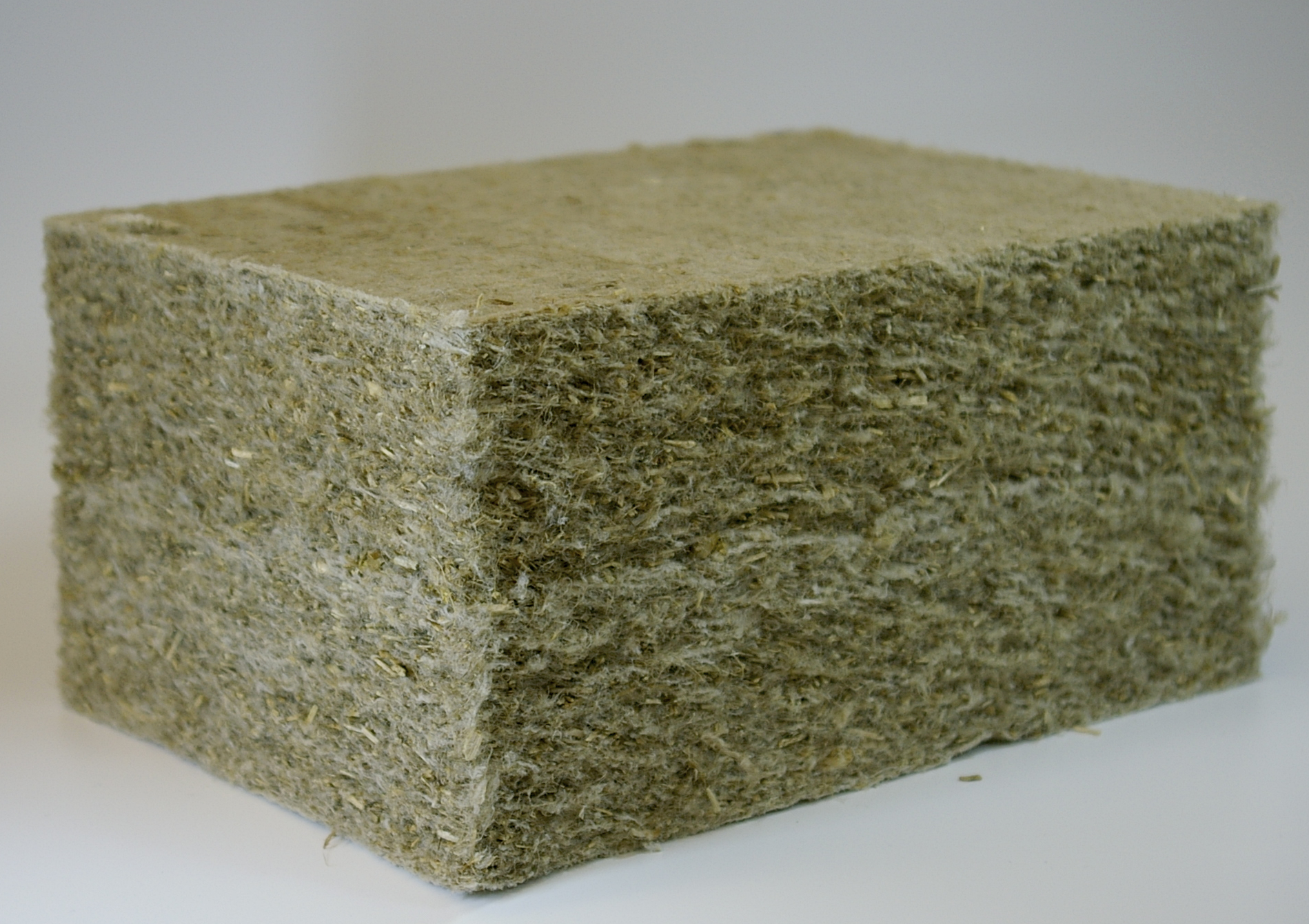
Dämmstoffvlies aus Hanffasern

Für die Unterteilung der Anwendungsgebiete der Technischen Textilien wird heute häufig die der TECHTEXTIL, der Internationalen Fachmesse für Technische Textilien und Vliesstoffe, genutzt:
- Agrotech: u. a. Textilien für Landwirtschaft, Gartenbau und Forstwirtschaft, wie z: B. Abdecktextilien zur Ernteverfrühung und zum Insektenschutz, Schattierungsgewebe und -gewirke, textile Bewässerungssysteme
- Buildtech: u. a. Textilien für den Hochbau wie z. B. Armierungsgewebe, textile Fassaden, Membranen für leichte Flächentragwerke, Gewebe für Windschutz (Fassaden- und Unterspannbahnen), Rieselschutz und Sonnenschutz-Textilien
- Clothtech: u. a. Komponenten für Bekleidung und Schuhe, wie z. B. Einlagevliesstoffe, Schulterpolster für Bekleidung, Schuhversteifungsmaterialen, Wind- und Wetterschutzliner
- Geotech: vor allem Geotextilien für den Tiefbau (Erdbau, Straßenbau, Eisenbahnbau, Wasserbau) und Garten- und Landschaftsbau, wie z. B: Drainagevliesstoffe, Erosionsschutzmatten, Trennschichten, Anpflanzungshilfen
- Hometech: u. a. Textilien für den Innenausbau und die Innenausstattung, Decken- und Wandbespannungen, Sonnenschutz-Textilien, wie z. B. Markisen, Deckenabhängungen, Möbelkomponenten
- Indutech: u. a. Textilien für die (Chemie-)Industrie und Elektrotechnik, z. B. textillaminierte Formteile und Rohre, Filtervliesstoffe- und -gewebe, Elektroisolationsmaterialien, Oberflächenvliesstoffe, Transportbänder
- Medtech: u. a. Verbandmaterialien, Krankenhausausstattung wie z. B. Wundpflaster, Operationstücher, Ärzte- und Schwesternkleidung
- Mobiltech: u. a. Textilien für den Automobilbau, den Schienenfahrzeugbau, den Schiffbau wie z. B. Sicherheitsgurt, Airbag, Planen, Wandauskleidungen, Komponenten für verstärkte Kunststoffteile zum Schiff- und Bootsbau
- Oekotech: Textilien für den Umweltschutz wie z. B. Bodenabdichtungen in Deponien, Textilien für Abwasser- und Luftfilter
- Packtech: u. a. Verpackungen wie z. B. Teebeutel oder Trockenmittelbeutel, Säcke, mobile Behälter, Schutzhüllen
- Protech: u. a. Arbeitsschutzkleidung, Chemieschutzanzug, Personenschutzausrüstungen, wie z. B. Schusswesten, Militärbekleidung wie z. B. ABC-Schutzanzüge
- Sporttech: u. a. Sportausrüstungen, Sportbekleidung wie z. B. Kletterseil, Segel, Fallschirm, Tauchanzug.

Vergleichbare Unterteilungen nach Anwendungsbereichen sind auch in Standardwerken über technische Textilien enthalten.
Über diese Anwendungsgebiete hinweg kann auch eine Unterteilung nach den verschiedenen Funktionen der technischen Textilien vorgenommen werden:
- Schützen
- Separieren
- Stabilisieren
- Leiten
- Dichten und Abweisen
- Speichern
- Isolieren.

## Historische Entwicklung
Erzeugnisse, die wir heute als Technische Textilien bezeichnen und darunter in Wirtschaftsstatistiken erfassen, wurden schon vor tausenden von Jahren hergestellt. Eine genaue Angabe zu der frühesten Nutzung ist schwierig, da ihre Herstellung mittels Naturfasern erfolgte und sie deshalb der Verrottung unterlagen. Manchmal sind es nur Zeichnungen oder Gravuren in Steinen, die uns auf die Herstellung oder Nutzung hinweisen.
Zu diesen Technische Textilien mit einer sehr langen Tradition zählen z. B.:
- Seile, die schon um 2900 v. Chr. in Ägypten aus Papyruspflanzen (auch aus Flachsfasern und bestimmten Grassorten) hergestellt wurden und ebenso aus Mesopotamien (hier auch aus Ziegenhaar) und von den antiken Griechen und Römern bekannt sind. Ab dem Mittelalter sind die Seiler als Berufsgruppe auch in Deutschland bekannt. Die Herstellung der Seile erfolgte über viele Jahrhunderte hauptsächlich auf Basis von Hanffasern und Manilahanf, weniger aus Sisalfasern, Baumwollfasern, Flachsfasern, Ramiefasern oder Jute. Ab Mitte des 20. Jahrhunderts wurden die Naturfasern immer mehr von Polyamidfasern, aber auch Polyesterfasern und Polypropylenfasern verdrängt.
- Netze, die wegen ihrer Bedeutung für den Fischfang ebenfalls zu den ältesten technischen Textilien gehören. Ein Fund eines Netzes von Korpilahti (Finnland), das aus Schnüren aus Weidenbast bestand, wird auf 8000 v. Chr. datiert. Aber auch Netze, die aus dieser Zeit stammen, wurden zum Beispiel auch in Nahal Hemar (Israel) gefunden. Netzfragmente, die auf das 6. bis 4. Jahrhundert v. Chr. datiert werden, stammen auch aus Friesack in Brandenburg und Hohenviecheln nahe Wismar. Sie bestanden aus Weiden- und Ulmenbast.: Später wurden Netze aus Flachs- und Hanfgarn hergestellt. In der zweiten Hälfte des 20. Jahrhunderts ging unter dem Einfluss von synthetischen Filamentgarnen der Einsatz der Naturfasern für Netze stark zurück.
- Segel, die von den Ägyptern schon im 4. Jahrtausend v. Chr. genutzt worden sein sollen. Es ist bekannt, dass Minoer, Phönizier und Ägypter im 2. Jahrtausend v. Chr. Schiffe mit Segeln hatten, die aber wahrscheinlich aus Schilfmatten oder Tierfellen waren; aber es gab auch schon Hinweise auf Segel aus Flachs- und Hanfgeweben. Im Mittelalter nutzen die Wikinger Segel aus gewalktem Wollgewebe, die zusätzlich mit Talg, Teer oder Fischöl ausgerüstet waren; solche Gewebe existierten in Nordeuropa noch bis ins 19. Jahrhundert. Ab dem 14. Jahrhundert begann die Herstellung der Segelgewebe auf speziellen Webstühlen speziell durch die Niederländer: Die anfangs meistens verwendeten Hanfgarne wurden vom Flachsgarnen immer mehr zurückgedrängt. Ab Mitte des 19. Jahrhunderts wurden vor allem in den USA Segelgewebe aus Baumwolle hergestellt, obwohl es auch Hinweise gibt, dass Inder Baumwolle auch schon in der Antike für Segel verwendet haben sollen. Ab der Mitte des 20. Jahrhunderts verdrängten Gewebe aus Polyester- und Polyacrylnitrilfasern die Baumwolle, wobei die Segelproduktion sich immer mehr auf Sport- und Freizeitboote beschränkte.
- Zelte, die nach dem Verlassen der Höhlen für die nomadisierenden Menschen als Wohnraum frühzeitig in der Menschheitsgeschichte von großer Bedeutung wurden. Sicherlich sind anfänglich Felle und Wollfilze für die Zelte benutzt worden; später Gewebe aus Flachs und Hanf, aber auch aus Ziegenhaar sowie mehr und mehr aus Baumwolle. Mit dem starken Aufkommen der Camping-Zelte ab Mitte des 20. Jahrhunderts kamen Gewebe aus Chemiefasern zum Einsatz: Obwohl schon die Überdachung des Kolosseums zur Römerzeit mit Segelgeweben aus Flachs oder Hanf erfolgte, bilden eine Vorstufe des eigentlichen Textilen Bauens erst die Großraumzelten für Volksfeste ab Mitte des 19. Jahrhunderts. Ab Mitte des 20. Jahrhunderts nutzte man für textile Flächentragwerksbauten und auch Traglufthallen Polyestergewebe mit Polyvinylchlorid-Beschichtung und ab den 1970er Jahren insbesondere auch Glasfasergewebe mit PTFE-Beschichtung.

So ergaben sich im Laufe der Geschichte immer neue Anwendungsgebiete für technische Textilien in der Wechselwirkung mit Anforderungen aus Industrie, Bauwesen, Medizin und Haushalt, aber auch ab Mitte des 20. Jahrhunderts durch die Leistungsfähigkeit der immer zahlreicher zur Verfügung gestellten Chemiefasern und neuen Herstellungsverfahren, wie zum Beispiel: für Nähgewirke und Vliesstoffe.
Die Herstellung von technischen Textilien wurde zu einem immer bedeutenderen Teil der Textilindustrie. So stieg ihr Anteile an der Gesamttextilproduktion zum Beispiel von 1980 bis 1990 in Westeuropa von 9 auf 22 Prozent.

## Markt
Seit Mitte der 1990er Jahre hat die Produktion technischer Textilien bis 2010 real um 40 % zugenommen. Dieser Wirtschaftsbereich wuchs damit gegen den Trend der Textilindustrie insgesamt.
Der Gesamtumsatz bei der Herstellung technischer Textilien betrug nach Angaben des Gesamtverbandes textil + mode im Jahr 2013 2,252 Mrd. € und lag damit 5,5 % unter dem des Jahres 2012. Darin nicht eingeschlossen sind Seilerwaren(obwohl Seile, Netze zu den traditionellen technischen Textilien gehören), die statistisch gesondert erfasst werden, und einen Umsatz von 143 Mio. € 2013 erreichten. Ebenso werden die Vliesstoffe und Erzeugnisse daraus als gesonderter Bereich erfasst, obwohl ebenfalls ein erheblicher Teil technische Anwendungen aufweist. Der Umsatz bei der Herstellung lag 2013 für diesen Bereich bei 1,376 Mrd. € und damit 0,8 % über dem von 2012. Der Gesamtumsatz der Textilindustrie erreichte 2012 9,937 Mrd. €, wobei darin aufgrund des am 1. Januar 2007 in Kraft getretenen Mittelstandsentlastungsgesetzes nur noch Produktionszahlen der Betriebe mit einer Mitarbeiterzahl von 50+ erfasst sind. Für die Betriebe ab einem Mitarbeiter wird eine Hochrechnung von 16, 059 Mrd. € für die gesamte deutsche Textilindustrie ausgewiesen.
Anderseits wurden 2011 auch Ergebnisse für das Jahr 2010 in einem Innovationsreport Textil 2011 veröffentlicht, wonach nach Angaben des Industrieverbandes Veredlung – Garne – Gewebe – Technische Textilien e. V. die Umsatzzahlen für Technische Textilien 7, 8 Mrd. € erreicht haben sollen und damit ca. 52 % des Gesamtumsatzes der Textilindustrie in Deutschland ausmachen. Dabei wird der Gesamtumsatz der Textilindustrie mit 15,1 Mrd. € ausgewiesen, was auf eine Erfassung von Betrieben mit auch geringen Beschäftigungszahlen hindeutet, die auch eine Ursache für den Unterschied in Angaben für den Bereich Technischen Textilien sein könnte; außerdem ist auch die Erfassung zusätzlicher Produktgruppen Technischer Textilien denkbar, die bei der Erfassung durch das Statistische Bundesamt anderen Warengruppen zugeordnet ist.
In diesem Innovationsreport wird der Weltmarkt für Technische Textilien auf 127, 2 Mrd. € im Jahr 2010 angegeben. Bei den Anwendungsmärkten werden für Deutschland der Markt Mobiltech mit 22 %, gefolgt von Indutech mit 18 % und Meditech mit 13 % vom Gesamtanwendungsmarkt angegeben.